# 미국으로의 이민

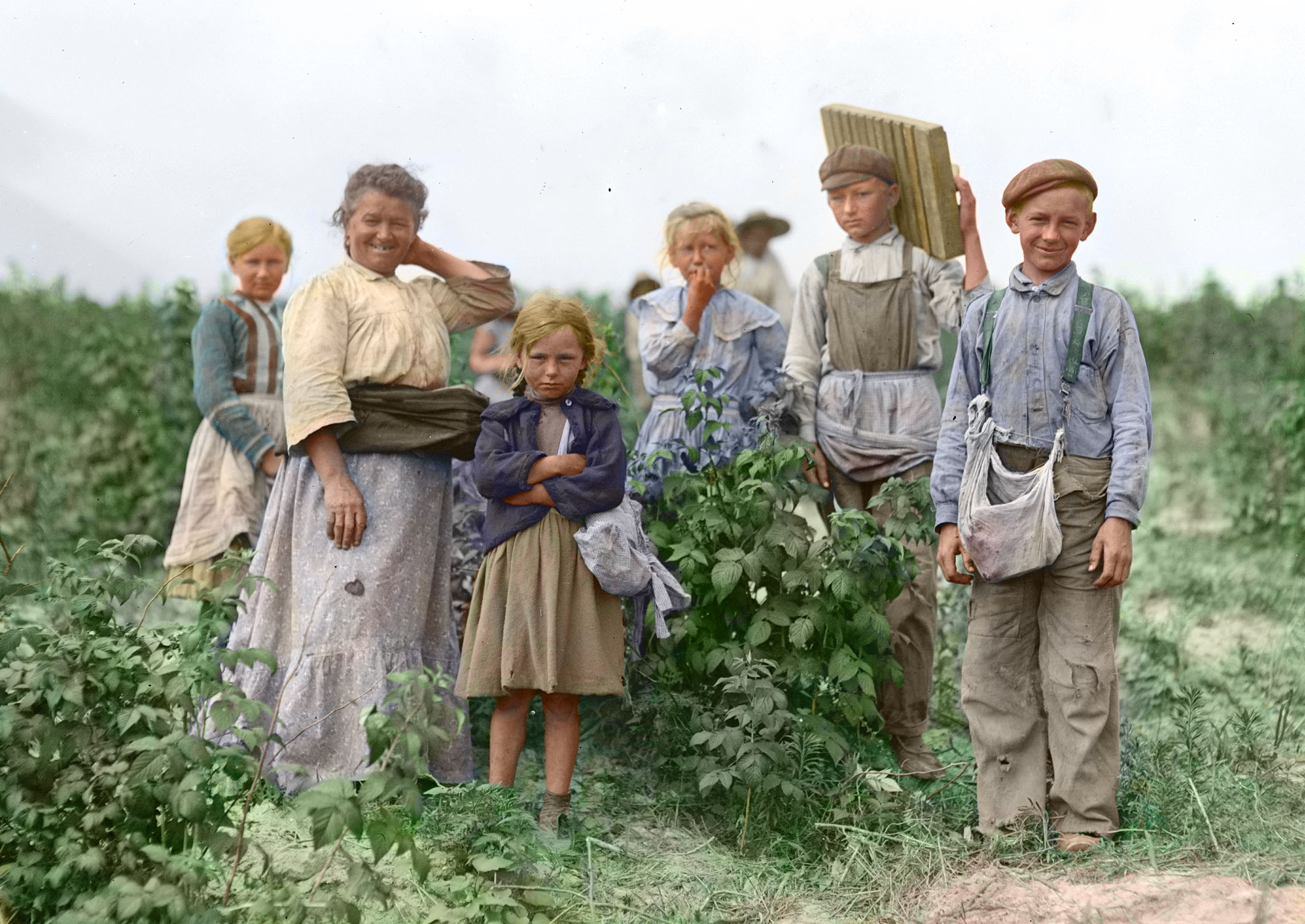
1909년 미국에 이민와 농사를 짓고 사는 폴란드 이민자 가족

미국으로의 이민은 타국에서 미국으로 이민을 가는 것을 말한다. 2000년에서 2010년까지 10년동안 약 1400만명이 세계각국에서 미국으로 이민왔다.
미국은 이민의 나라이다. 미 연방 인구 통계국에 의하면 2014년 현재 미국 거주민중 약4200만명이 미국 밖에서 출생한사람이며 이는 전체 인구 3억 2천만의 약13%에 해당하는 숫자이다. 미 연방 인구 통계국은 앞으로도 매년 140여만명의 이민자들이 미국으로 이주해 올것으로 예상하고 있다.

## 미국 이민의 역사
미국 이민의 역사는 크게 식민지 시대, 19세기 중반, 20세기 초반, 1965년 이후 4개의 시대로 나뉜다. 각 시대에 따라 이민의 목적, 민족 등이 구분된다. 17세기 초 약 40만 명의 영국인이 식민지 미국으로 이민을 왔다.

## 미국의 이민 정책 원리
미국의 이민정책은 이민국적법에 의거하여 집행되며 기본적으로 다음과 같은 원칙을 바탕으로 실행된다.
- 첫째는, 미국 시민권자와 영주권자의 가족들을 이민할 수 있도록 허용함으로써 가족간의 한나라에서의 결합을 도모한다.
- 둘째는, 미국사회에서 필요로 하는 특정한 기술이나 재능을 가지고 있는 사람들을 유입하여 국가와 사회에 기여할 수 있는 기회를 준다.
- 셋째는, 미국으로의 이민 비율이 낮은 국가의 이민자 유입을 통해서 다양한 국가의 출신자들이 동화되어 한 국가를 이룰 수 있도록 배려한다.
- 넷째는, 자국에서 인종적, 종교적, 정치적 이유로 박해의 위험에 처한 사람들을 보호하여 그들에게 사람답게 살수있는 안식처를 제공한다.

이러한 정책적 원리들은 미국을 개국한 선조들의 건국이념인 자유, 평등, 정의의 정신을 실천하고자 하는데 뿌리를 두고 있다.
미국은 미국 시민권을 가지고 있지 않은 사람들을 광범위하게 이민자(immigrant)로 규정한다. 즉 불법체류자도 체류 신분이 없을 뿐(no lawful status) 철저하게 이민자로 여겨진다. 영주권을 소지한 이민자는 Lawful Permanent Resident(LPR)로 불린다. 관광, 유학, 취업 등의 이유로 미국에 일시 체류하고 있는 사람은 이민자로 취급하지 않고 비이민자(nonimmigrant)라고 부른다. 미국은 사증 및 입국 심사 시, 입국하는 모든 외국인들을, 그들이 확실한 비이민 의도를 보일 때까지, 이민자로 간주해야 하는 법이 존재한다.

## 이민 절차
미국에 이민을 가고자 하는 사람은 미국 대사관에서 이민 비자를 발급받아야 한다. 이민비자 (Immigration Visa)는 미국에서 영구히 거주하려는 사람들을 위한 비자이다.  미국 이민법에서는 이민비자를 직계 가족, 가족, 취업, 그리고 추첨에 의한 diversity visa 등 크게 네 가지의 카테고리로 분류하고 있다.
1. 직계가족 이민: 미국 시민의 직계가족 즉 시민권자의 배우자, 21세 이하의 자녀, 시민권자의  직계부모가 해당이 되며 직계가족을 위한 이민비자는 수적인 제한(할당)이 없다. 따라서 이들은 신청하는 대로 기다리는 날자가 없이 바로 비자를 받을 수 있다.              다음 항목에 나오는 가족초청이민과 취업이민대상자들은 이민 신청을 한후 순번이 올때까지 기다려야 하는데[3] 미국 정부는 매달 이민 비자발급 우선 일자를 발표한다.[4]
2. 가족초청이민: 직계가족 이외의 미국에 사는 가족이 초청하여 허락이되면 이민비자를 받게 되는데 이 카테고리는 4가지 우선순위로 분리되어 있으며 수적인 제한 있으므로 초청인이 신청을 한후 순서가 될 때까지 기다리는 기간이 있다. 대상자는 시민권자의 성인 자녀나 형제 자매 그리고 영주권자의 배우자및 미혼 자녀들이다. 모든 가족 초청 이민자들은 자신들이 국가의 부담이 되지 않을 것이라는 증거로 초청인으로부터 부양서약서를 얻어야 한다. 미국에 있는 신청인은 연방빈곤가이드라인의 최소 125%에 해당되는 소득이 있음을 입증하여야 한다.
3. 취업이민: 취업이민은 (1)과학, 예술, 교육, 사업 및 체육 등에 특출한 능력을 가진 자, 뛰어난 교수 또는 연구원; 다국적 기업의 대표 또는 임원, (2) 고등교육학위(advanced degree)를 가진 전문가 또는 과학, 예술, 사업에 우수한 능력을 가진 사람, (3)공급이 부족한 숙련 노동자, 학사학위 소지 전문가, 기타 공급이 부족한 노동자, (4)일부 특별 이민자로 종교의 성직자와 종교기관의 직원 (5)최소 100만 달러 투자로 인해 10명 이상의 고용창출 (정부가 지정한 고실업률지역 또는 농촌지역에 투자할 경우는 US 50만 달러)을 가져올 수 있는 사람 등으로 구분된다.
4. 추첨에 의한 diversity visa는 미국으로의 이민이 비교적 낮은 출신국(low-admission country)의 국민이 신청가능하며 대한민국은 이에 해당되지 않는다.

## 최근의 이민법 개혁 추진

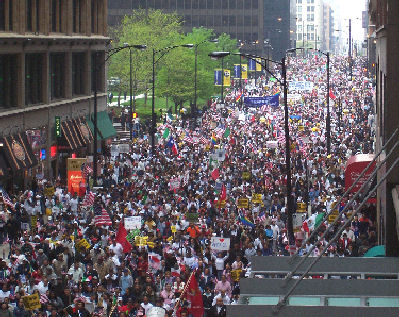
이민법 개혁에 반대하는 시위

1986년 레이건 행정부 당시 불법체류자 (undocumented immigrant)를 대규모로 사면하여 구제한일이 있었는데 약 260만명이 이혜택으로 영주권을 받았다. 그이후로 약 20여년동안 또다시 1000만이 넘는 많은 불법 체류자들이 늘어나서 그들이 합법적으로 이민 대열에 합류할 수 있도록 길을 열어 주어야 한다는 여론이 있어왔다. 부시 대통령 시절에 이러한 시도를 하였으나 결실을 맺지 못하였다. 이에 오바마 대통령은 이것을 선거 공약으로 내걸기도 하였다. 2009년 취임이래 민주당 오바마 행정부는 이민법 개혁안을 추진했으나, 공화당의 강력한 반발로 아직 결실을 이뤄내지 못하고 있다. 이민법 개혁의 핵심은 대략1200여만명에 달하는 불법체류자에 대해 절차를 밟아 영주권 신청자격을 부여하고자 하는 것이다. 이에 대해 일부의 공화당의원들이 반대하고 있으며, 현재 공화당이 하원의 다수당이기에 이민 개혁은 별다른 진전을 보지 못하고 있다. 재선 후에도 오바마 대통령은 1기 행정부 때 좌절한 이민법개혁을 재추진 중이다.
개혁 법안의 요점은 불법월경자 혹은 방문이나 임시취업, 유학등의 목적으로 받은 비이민 비자 (non-immigrant visa)가 만료되었는데도 출국하지 않은 불법체류자들이 벌금과 체납 세금을 내면 합법적으로 임시 체류 자격을 주어, 결국에는 합법적인 영주권을 받을 수 있도록 하려는 것이다. 반대하는 사람들의 주장은 이렇게 많은 사람들을 한꺼번에 합법적 거주자 신분으로 바꾸어 놓으면 복지나 기타 지출이 늘어 법을 준수한 선량한 시민들의 피해가 늘어나며, 일자리의 위협도 받을 것이라고 한다. 따라서 이민 개혁 (사면법)을 추진하기 전에 먼저 선행 조건으로 국경 (border) 수비강화와 강력한 추방집행을 통해서 더 이상 불법체류자들이 늘어나지 않을 조치를 취할 것을 주장한다. 개혁을 찬성하는 쪽에서는 음지에서 제대로 대접도 받지 못하고 탈세와 탈법으로 사는 이들을 양지로 불러내어 합법적인 신분으로 바꾸어 주면 세수도 늘고 국가경제가 활성화 될것이며 궁극적으로는 미국에서 살고자 원하는 이들이 합법적인 통로로 국가 발전에 기여 할 것으로 본다.
2013년 6월 27일, 미국 상원은 68 대 32로 이민법 개혁안을 통과시켰다. 한국에 대해 E5 비자 5천개를 추가하는 법안도 별도로 통과시켰다. 그러나 미국 상원은 민주당이 다수당이지만, 미국 하원은 공화당이 다수당이어서, 상하원이 법안을 조정해야 하는 절차가 남아있다. 최근의 미국여론은 대다수의 사람들이 불법체류자들을 구제해야 한다는 쪽으로 기울고 있다. 2017년 현재 E5 비자에 대한 신설에 대한 소식은 전해지지 않고 있다.

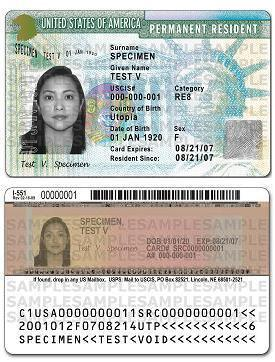
영주권카드로 속칭 그린카드로 불린다.

## 귀화 절차
미국으로 이민 (이주) 하였다고 해서 자동적으로 시민권 (국적)을 취득하는 것은 아니다. 이민비자를 통해 입국한 이민자는 도착즉시 영주권을 받게 되는데 이는 영구히 거주할 수 있는 권리를 말한다. 영주권자가 시민권을 취득 (귀화) 하려면 다음 조건을 충족하여야 한다.
1. 18세 이상으로서,
2. 일정기간 미국내 거주 - 영주권자로서 5년이 지나야 하며, 특히 귀화신청 직전 5년간의 절반이상을 미국 내에 거주해야하고 귀화신청당시 최소 3개월은 해당지역구에 거주했어야 하며.[10]
3. 기본적인 영어 구사능력이 있어야 하고,
4. 시민권 시험을 통과 해야한다. 시민권 시험은 미국 국민이 알아야할 기본상식을 영어로 묻게된다.[11]

이상의 기본사항 외에도 시민권 신청인에게 건전한 도덕적인 품성(Good Moral Character)을 요구하는데 즉 1년 이상의 형을 선고 받을 수 있는 중범죄자, 예를 들면 살인, 강도, 강간, 절도, 사기, 탈세 등으로 유죄 판결을 받은 사람, 과거에 나치정부나 공산당으로 활동했던 사람등등은 귀화 신청이 거절 될 수도 있다. 이상의 요건을 갖추면 귀화(naturalization) 신청자는 선서와 더불어 미국시민권을 취득하게 된다. 성인 영주권자들의 18세미만의 동반자녀들은 부모가 시민권을 받을 때 자동으로 미국 시민권자가 된다. 미 국토 안보부 (DHS)의 발표에 의하면 2012 한해동안 약 757,000명의 성인 (만 18세 이상) 들이 미국으로 귀화하여 미국 시민권자가 되었다. 해마다 상황에 따라서 약간씩 다르지만 대략 50만에서 100 만명 가량의 외국인이 매년 미국으로 귀화하고 있다.

## 한국인들의 미국이민
1965년 개정된 이민귀화법에 따라 아시아인에게도 이민 문호를 열게되자 그후로부터 매년 작게는 수천명에서 많게는 3만명이 넘는 한국인들이 미국으로 이민하고 있다. 연방이민서비스국 (USICS)발표에 의하면 2013 회계연도 한해동안에 한국인 2만3166명이 미국영주권을 취득한 것으로 집계됐다.  이는 대한민국에서의 1년동안 자연 증가 인구수 (출산자수-사망자수)의 10%를 상회하는 숫자이다. 오늘날의 대다수의 이민자는 가족초청이민보다는 직장 또는 투자를 통한 이민이고 최근에는 한국의 교육제도를 싫어해 자녀에게 조기 영어 교육을 받게 하기 위해서 이민하는 교육 이민도 증가하고 있다. 미국 국토안보부 (DHS)발표에 의하면 2013회계연도에 미국 시민권을 취득한 한인 영주권자는 1만5786명이다. 이숫자는 유학생등의 장기체류자들로부터 출생한 태생적 시민권자 (natural born citizen)들의 숫자는 포함하지 않은 것이다. 최근에는 미국정부에서 북한에서 탈북한 주민들도 정치적 박해에 의한 난민으로 인정하고 받아주기 때문에 북한주민의 미국이민도 이루어지고 있다. 한국계 미국인의 숫자는 대략 200만에서 300만 사이로 추정되고 있으나 정확한 숫자는 알 수가 없다.
또한 국토안보부는 약 20만명 가량의 한국인방문자들이 불법체류자 (undocumented)상태로 미국에 머물고 있는 것으로 추산하고 있다 (2009년). 최근에 미국 정부에서 추진하고 있는 이민법 개혁이 성사된다면 이들중의 대부분이 사면과 동시에 합법적 정착의 길이 열릴 수도 있을 것으로 본다.

## 아메리칸 드림
아메리칸 드림은 "누구든지 일을 열심히 하면, 재산과 자유가 넉넉한 향상된 삶을 살 수 있다"는 미국 이민자들의 믿음을 의미한다.

## 같이 보기
- 대한민국의 이민
- 시민권 시험
- 한국계 미국인